# Yamei Kin
Yamei Kin (* 1864 in Ningpo, heute Ningbo; † 1934 in China) war eine chinesische Ärztin. Sie trug maßgeblich zur Verbreitung von Sojabohne und Tofu in der westlichen Welt bei.

## Leben

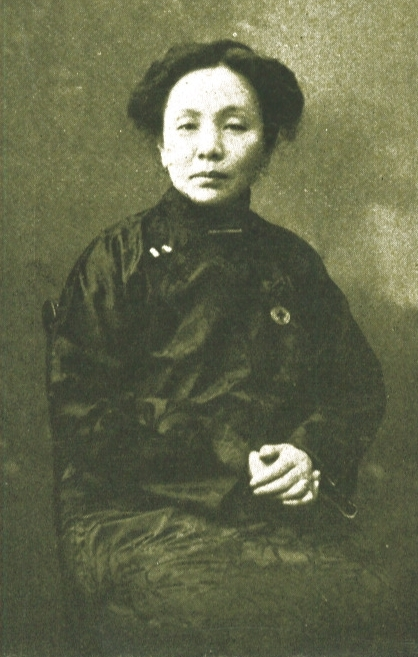
Yamei Kin

Yamei Kin wurde 1864 in der ostchinesischen Stadt Ningpo (heute Ningbo) als Tochter eines chinesischen Pfarrers und seiner Frau geboren. Als sie zwei Jahre alt war starben ihre Eltern während einer Cholera-Epidemie. Sie wurde von einem US-amerikanischen Missionspaar, Divie Bethune und Juana McCartee, adoptiert. Sie wuchs in China und Japan auf, wo ihr Adoptivvater für das Bildungsministerium arbeitete.
Nachdem ihre Eltern nach New York gezogen waren, besuchte Kin ein Jahr lang die Highschool in Rye, New York. Mit 16 Jahren schrieb sie sich unter dem Namen Y. May King am Womens Medical College in New York ein und schloss 1885 ihr Studium als Klassenbeste ab.
Sie heiratete im Jahr 1894 Hippolytus Laesola Amador Eça da Silva, einen in Macau geborenen Musiker portugiesischer und spanischer Abstammung. Das Paar ließ sich auf Hawaii nieder, wo Kin einen Sohn zur Welt brachte. Später zog sie nach Kalifornien und trennte sich von ihrem Ehemann.
Kin kehrte 1920 endgültig nach China zurück, zwei Jahre nachdem ihr Sohn Alexander in den letzten Wochen des Ersten Weltkrieges für die Vereinigten Staaten in Frankreich im Kampf sein Leben ließ.
Sie starb 1934 im Alter von 70 Jahren ohne Nachkommen an einer Lungenentzündung; auf ihren Wunsch wurde sie außerhalb Pekings begraben.

## Wirken
Im Jahr 1917 besuchte Yamei Kin im Auftrag der US-Regierung zum Studium der Sojabohne, die in den Vereinigten Staaten praktisch unbekannt war, ihr Geburtsland.